# آرتور فریدنریش
آرتور فریدنریش (انگلیسی: Arthur Friedenreich; ۱۸ ژوئیهٔ ۱۸۹۲ – ۶ سپتامبر ۱۹۶۹) بازیکن فوتبال اهل برزیل بود.
از باشگاه‌هایی که در آن بازی کرده‌است می‌توان به باشگاه فوتبال اتلتیکو مینیرو، باشگاه فوتبال سانتوس، باشگاه فوتبال سائو پائولو، و باشگاه فوتبال فلامینگو اشاره کرد.
وی همچنین در تیم ملی فوتبال برزیل بازی کرده‌است.